# 하우스 콜 (1978년 영화)
《하우스 콜》(영어: House Calls)은 미국에서 제작된 하워드 지프 감독의 1978년 코미디 드라마 영화이다. 월터 매사우, 글렌다 잭슨 등이 출연하였고, 앨릭스 위니츠키 등이 제작에 참여하였다.

## 출연진
- 월터 매사우
- 글렌다 잭슨
- 아트 카니
- 리처드 벤저민
- 캔디스 어자라
- 렌 레서
- 딕 오닐

## 홈 미디어
2005년 DVD로 출시되었다. DVD판에서는 사운드트랙 일부가 편집되었다. 이를테면 비틀스의 〈Something〉은 다른 노래로 대체되었는데, 해당 노래의 홈 비디오 사용 허가를 받지 못했기 때문이었다.